# فیلوکینون
فیلوکینون (به انگلیسی: Phylloquinone) یک ترکیب شیمیایی با شناسه پاب‌کم ۴۸۱۲ است. که جرم مولی آن ۴۵۰٫۷۰ g/mol می‌باشد. 